# キャンデーホリック
「キャンデーホリック」は、アンティック-珈琲店-のデビューシングルCD。2004年3月24日にリリース。

## 解説
- 三曲ともミニアルバム『飴玉ロック』に収録された。

## 収録曲
1. キャンデーホリック
2. 妄想愛好家
3. 3P